# 蒲鮮萬奴
蒲鲜万奴（？—1233年），13世纪前期金国军阀，东夏的创立者。

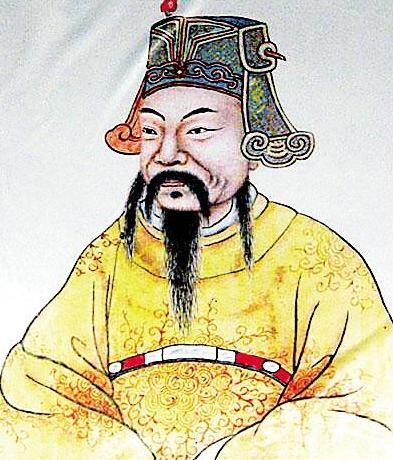
蒲鮮萬奴

蒲鮮萬奴早年经历不可考，金泰和六年（1206年）作为完顏賽不的副手，献计击败南宋大将皇甫斌。金大安三年（1211年），参加野狐嶺戰役，大败于成吉思汗率领的蒙古军队。金崇慶二年（1213年），蒲鲜万奴被任命为咸平路招讨使，负责征讨耶律留哥，次年又晋升为辽东宣撫使，成为金国在辽东的最高军事长官，但两次败于耶律留哥。
不久，金国放弃中都，迁都汴梁，辽东失去与中原的联系，蒲鲜万奴遂于天泰元年（1215年）十月，自立称天王，国号“大真”，年号天泰。天泰二年（1216年），蒲鲜万奴降伏于蒙古，送其子帖哥至木华黎处为质。天泰三年（1217年），乘木华黎南下之际，蒲鲜万奴杀死蒙古监军，起兵反抗，率部迁往图们江流域，都南京，国北起老爷岭，南至今朝鲜黄海南道，东抵鲸海，西及张广才岭。此后一度与蒙古、高丽结盟，共同对抗耶律留哥残部耶律喊舍，并与蒙古保持了良好关系。
大同元年（1224年），蒲鲜万奴乘成吉思汗西征未还之机，与蒙古断交。大同十年（1233年），窝阔台遣其子贵由，率军攻占南京，蒲鲜万奴被擒（又说被杀），独立的东夏国灭亡，但其後蒙古仍任命萬奴子孫在當地任官，万奴之妻李仙娥與耶律留哥的副手可特哥再婚。
其国号至今颇具争议：中國史书曰“东『夏』”，朝鲜史籍恒云：“东『真』”。

## 延伸阅读
[在维基数据编辑]
 《新元史/卷134》，出自柯劭忞《新元史》